# Meduza (producteurs)
Pour les articles homonymes, voir Meduza (homonymie).
Meduza est un trio de producteurs italien composé de Luca de Gregorio, Mattia Vitale et Simone Giani. Ils sont principalements connus pour leur titre Piece of Your Heart en collaboration avec le duo britannique Goodboys (en). La chanson s'est classée no 2 de l'UK Singles Chart et a été nommée pour le Grammy Award du meilleur enregistrement dance.
Le 11 novembre 2020, Meduza se sont produits en live à Cava dei Balestrieri à Saint-Marin. La performance a été streamée sur Twitch, en conjonction avec Live Nation et le jeu vidéo Fuser.

## Discographie

### Album studio
| Titre  | Détails                                          |
| ------ | ------------------------------------------------ |
| Meduza | - Sorti: 13 October 2023 - Label: UMG Recordings |

### EP
| Titre              | Détails                                           |
| ------------------ | ------------------------------------------------- |
| Introducing Meduza | - Sorti: 25 February 2021 - Label: UMG Recordings |

### Singles
| Titre                                                                           | Année | Positions | Positions | Positions | Positions | Positions | Positions | Positions | Positions | Positions | Positions | Positions | Positions | Positions | Certifications | Album                        |
| Titre                                                                           | Année | ITA       | ALL       | AUS       | BEL (FL)  | BEL (WAL) | DAN       | FRA       | IRE       | NOR       | P-B       | R-U       | SUE       | SUI       | Certifications | Album                        |
| ------------------------------------------------------------------------------- | ----- | --------- | --------- | --------- | --------- | --------- | --------- | --------- | --------- | --------- | --------- | --------- | --------- | --------- | --- | ---------------------------- |
| Piece of Your Heart (featuring Goodboys)                                        | 2019  | 10        | 4         | 7         | 2         | 4         | 4         | 19        | 3         | 22        | 6         | 2         | 20        | 6         | - FIMI: 3 × Platine - ARIA: 5 × Platine - BEA: 2 × Platine - BPI: 3 × Platine - BVMI: 3 × Or - GLF: 2 × Platine - IFPI DEN: 2 × Platine - MC: 4 × Platine - RMNZ: Or - SNEP: Diamant - ZPAV: 4 × Platine | Meduza                       |
| Lose Control (avec Becky Hill & Goodboys)                                       | 2019  | 37        | 30        | 11        | 6         | 8         | —         | 53        | 7         | —         | 19        | 11        | 75        | 22        | - FIMI: Platine - ARIA: 4 × Platine - BEA: Platine - BPI: Platine - BVMI: Platine - IFPI AUT: Or - IFPI DEN: Platine - MC: 3 × Platine - SNEP: 2 × Or - ZPAV: 3 × Platine                                | Meduza / Get to Know         |
| Born to Love (featuring Shells)                                                 | 2020  | —         | —         | —         | —         | —         | —         | —         | 96        | —         | —         | —         | —         | —         | | Introducing Meduza           |
| Bad Clown                                                                       | 2020  | —         | —         | —         | —         | —         | —         | —         | —         | —         | —         | —         | —         | —         | |                              |
| Paradise (featuring Dermot Kennedy)                                             | 2020  | 19        | 14        | 19        | 8         | 13        | 17        | 176       | 1         | —         | 9         | 5         | 61        | 14        | - FIMI: Platine - ARIA: Platine - BEA: Or - BPI: Platine - BVMI: Platine - GLF: Platine - IFPI AUT: Platine - IFPI DEN: Platine - MC: 3 × Platine - SNEP: Or - ZPAV: 2 × Platine                         | Meduza                       |
| Headrush (featuring Elroii)                                                     | 2021  | —         | —         | —         | —         | —         | —         | —         | —         | —         | —         | —         | —         | —         | |                              |
| Tell It To My Heart (featuring Hozier)                                          | 2021  | 70        | 70        | —         | —         | —         | —         | —         | 13        | —         | 55        | 46        | 97        | 65        | - FIMI: Or - BPI: Argent - MC: Platine - ZPAV: Or | Meduza                       |
| Lighten Up Darkness                                                             | 2022  | —         | —         | —         | —         | —         | —         | —         | —         | —         | —         | —         | —         | —         | |                              |
| Bad Memories (avec James Carter featuring Elley Duhé & Fast Boy)                | 2022  | —         | 13        | —         | 7         | 11        | —         | —         | 81        | —         | 13        | 80        | —         | 19        | - FIMI: Or - BEA: Platine - BPI: Argent - BVMI: Or - IFPI AUT: Or - MC: Or - SNEP: Or - ZPAV: 2 × Platine                                                                                                | Meduza                       |
| Under Pressure (avec Vintage Culture featuring Ben Samama)                      | 2022  | —         | —         | —         | —         | —         | —         | —         | —         | —         | —         | —         | —         | —         | |                              |
| Just a Feeling (avec Matador & Artche)                                          | 2022  | —         | —         | —         | —         | —         | —         | —         | —         | —         | —         | —         | —         | —         | |                              |
| Sparks (avec DEL30 featuring Mali-Koa)                                          | 2022  | —         | —         | —         | —         | —         | —         | —         | —         | —         | —         | —         | —         | —         | |                              |
| Pegasus (avec Eli & Fur)                                                        | 2023  | —         | —         | —         | —         | —         | —         | —         | —         | —         | —         | —         | —         | —         | |                              |
| Upside Down (featuring Poppy Baskcomb)                                          | 2023  | —         | —         | —         | —         | —         | —         | —         | —         | —         | —         | —         | —         | —         | | Meduza                       |
| Friends                                                                         | 2023  | —         | —         | —         | —         | —         | —         | —         | —         | —         | —         | —         | —         | —         | | Meduza                       |
| Phone (featuring Sam Thompkins & Em Beihold)                                    | 2023  | —         | —         | —         | —         | —         | —         | —         | —         | —         | —         | —         | —         | —         | | Meduza                       |
| Musica                                                                          | 2023  | —         | —         | —         | —         | —         | —         | —         | —         | —         | —         | —         | —         | —         | |                              |
| I Got Nothing (avec Ferreck Dawn & Clementine Douglas)                          | 2023  | —         | —         | —         | —         | —         | —         | —         | —         | —         | —         | —         | —         | —         | |                              |
| Dola re Dola (avec Varun Jain)                                                  | 2024  | —         | —         | —         | —         | —         | —         | —         | —         | —         | —         | —         | —         | —         | |                              |
| Money (Can't Save Us) (avec Alec Monopoly)                                      | 2024  | —         | —         | —         | —         | —         | —         | —         | —         | —         | —         | —         | —         | —         | |                              |
| Fire (Official UEFA Euro 2024 Song) (avec OneRepublic & Leony)                  | 2024  | —         | 29        | —         | 45        | —         | —         | —         | —         | —         | 68        | —         | —         | 68        | | Artificial Paradise (Deluxe) |
| "—" signifie que le single n'est pas sorti ou ne s'est pas classé dans le pays. |       |           |           |           |           |           |           |           |           |           |           |           |           |           | |                              |

### Remixes
- 2018 : Friendly Fires - Heaven Let Me In (Meduza Remix)
- 2019 : Ferreck Dawn & Robosonic & Nikki Ambers - In My Arms (Meduza Remix)
- 2019 : MK - Body 2 Body (Meduza Remix)
- 2019 : Ritual & Emily Warren - Using (Meduza Remix)
- 2019 : R Plus & Dido - My Boy (Meduza Remix)
- 2020 : Dermot Kennedy - Power Over Me (Meduza Remix)
- 2020 : Lifelike & Kris Menace - Discopolis 2.0 (Meduza Remix)
- 2020 : John Legend featuring Gary Clark, Jr. - Wild (Meduza Remix)
- 2021 : Faithless featuring Suli Breaks & Jazzie B - Innadadance (Meduza Remix)
- 2021 : Ed Sheeran - Bad Habits (Meduza Remix)
- 2022 : Florence and The Machine - My Love (Meduza Remix)
- 2022 : Mahmood & Blanco - Brividi (Meduza Remix)
- 2022 : Supermode - Tell Me Why (Meduza Remix)
- 2022 : Bea Miller - "Arcane League of Legends" - Playground (Meduza Remix)
- 2022 : Meduza & James Carter featuring Elley Duhé & Fast Boy - Bad Memories (Meduza Odizzea Remix)
- 2023 : Genesi - Everything You Have Done (Meduza Edit)
- 2023 : Meduza featuring Sam Tompkins & Em Beihold - Phone (VIP Mix)
- 2023 : Calvin Harris & Sam Smith - Desire (Meduza Remix)
- 2024 : David Kushner - Skin and Bones (Meduza Remix)

## Récompenses et nominations

### Grammy Award
| Année | Prix                          | Titre               | Catégorie  | Ref.   |
| ----- | ----------------------------- | ------------------- | ---------- | ------ |
| 2020  | Meilleur enregistrement dance | Piece of Your Heart | Nomination | [ 36 ] |

### International Dance Music Awards
| Année | Prix                              | Titre               | Catégorie  | Ref. |
| ----- | --------------------------------- | ------------------- | ---------- | ---- |
| 2020  | Meilleure chanson dance           | Piece of Your Heart | Lauréat    | ,    |
| 2020  | Révélation de l'année             | NC                  | Lauréat    | ,    |
| 2020  | Meilleur artiste house (masculin) | NC                  | Nomination | ,    |